# Artabotrys lanuginosus
Artabotrys lanuginosus este o specie de plante angiosperme din genul Artabotrys, familia Annonaceae, descrisă de Jacob Gijsbert Boerlage. Conform Catalogue of Life specia Artabotrys lanuginosus nu are subspecii cunoscute.